# Orpheu
Orpheu (pl. "Orfeusz") – portugalskie czasopismo literackie, którego dwa numery ukazały się w roku 1915. 
Czasopismo było planowane jako kwartalnik i zostało założone przez Luísa de Montalvor i Ronalda de Carvalho. Periodyk miał być kolportowany w Portugalii i Brazylii. "Orpheu" zainicjował w literaturze portugalskiej nurt awangardowy (określany w Portugalii jako modernismo), a pisarze należący do tego nurtu nazywani są Pokoleniem "Orfeusza" (portug.Geraçao de "Orpheu"). Z pismem współpracowali m.in. Fernando Pessoa, Mário de Sá-Carneiro, Almada Negreiros, Armando Côrtes-Rodrigues i Raul Leal.
Pierwszy numer "Orpheu" ukazał się 21 marca 1915 roku, redagowany był przez Ronalda de Carvalho i Luísa de Montalvor, okładkę zaprojektował José Pacheco. Numer drugi, redagowany przez Fernanda Pessoa i Mária de Sá Carneiro, opublikowany został w lipcu 1915 roku. Oba numery wywołały skandal z tradycjonalistycznych kręgach literackich. Trudności finansowe spowodowały, że nie udało się opublikować przygotowanego trzeciego numeru "Orpheu" (jego faksymile ukazało się jednak w 1983 roku). Ostatecznie publikację czasopisma przerwała samobójcza śmierć Sá Carneiro.